# 제네바 모터쇼
제네바 모터쇼(프랑스어: Salon international de l'automobile)는 매해 3월에 스위스 제네바에서 개최되는 자동차 전시회다.
1905년 처음 개최되었으며, 2018년 올해는 3월 6일(현지시각) 프레스데이를 시작으로 18일까지 스위스 제네바 국제공항 옆 팔렉스포에서 진행되었다.
2024년 행사 끝으로 역사의 뒤안길로 사라졌다.

## 개요
제네바 모터쇼는 세계자동차산업협회에서 공인한 여러 국제모터쇼 중에서도 북미 국제 오토쇼, 프랑크푸르트 국제 모터쇼, 도쿄 모터쇼, 파리 모터쇼와 함께 세계 5대 모터쇼로 꼽힌다.
그 이유는 다음과 같은데,
1. 매해 1월에 열리는 디트로이트 모터쇼를 제외하고는 유럽 대륙에서 가장 먼저 열리는 모터쇼이다. 따라서 홍보 효과가 크기 때문에 주요 완성차 메이커들이 월드 및 유럽 프리미어를 앞다투어 공개하며, 메이커의 중장기적 비전 또한 제네바 모터쇼에서 선포하는 경우가 많다.[1]
2. 스위스는 대형 양산차 제조사가 없고, 유럽의 중앙에 위치하여 특정 업체, 국가에 대한 쏠림 없이 독일, 프랑스, 영국, 이탈리아 등 스위스 주변 자동차 생산국들이 모이기 쉽고, 전시관이 모여 있어 관람 피로도가 낮다. 또한 제네바 국제공항 또한 전시관 가까이에 위치해 있어 교통이 편리하다.[2]
3. 전세계의 명사와 부호들이 연중 모여들고, 국민의 소득수준 또한 높은 스위스의 특성상 제네바 모터쇼는 럭셔리 세단, 고성능 슈퍼카 등의 출품 비중이 높아 볼거리가 많다. 물론 높은 연비와 실용성을 요구하는 유럽 대중들의 수요를 반영한 소형차, 왜건, 크로스오버 등 대중적 모델도 함께 선보이고 있다.[3]

제네바 모터쇼에는 주요 완성차 업체, 디자이너, 부품업체를 포함한 220개 업체가 참가하여 팔렉스포 컨벤션 센터의 7개 홀 110,000m2 에 900여 종의 차량과 관련 제품을 전시하는데, 전 세계에서 온 약 1만 명의 미디어 업계 종사자에게 이틀 동안 먼저 공개된 이후 70만 명의 방문객에게 개방된다.

## 전시품목[5]
- 3, 4개 혹은 그 이상의 바퀴를 가진 자동차, 전기 자동차, 대체 전원 자동차
- 특별한 차체의 전동차량, 컨셉트 차량, 개량형 자동차
- 액세서리 및 자동차 부품
- 자동차 공급 산업의 주문자상표부착 제품
- 자동차 수리, 유지보수와 보관을 위한 워크샵
- 자동차 산업과 관련된 다양한 제품 및 서비스
- 기타 홍보 영상, 애니메이션

## 2018년
2018년 3월 6일(현지시각)부터 7일까지 이틀간의 프레스데이 이후 8일부터 일반 관객들에게도 개방하였고, 이후 18일까지 개최되었다.
제네바 모터쇼는 전통적으로 고성능, 맞춤제작 등 럭셔리 차량의 비중이 높았지만, 올해 모터쇼에 참가한 업체들은 공유경제, 자율주행, 유로6 및 7과 같은 강력한 배기가스 규제 등의 흐름에 발맞추었는데, 현대는 100% 전기로만 운행하는 SUV, 아우디는 기존 내연기관 차량의 배터리 전압을 높여 엔진 효율을 개선하는 마일드 하이브리드를 적용한 세단 등 다양한 솔루션을 선보였다.
그 외 페라리 488 피스타, 포르쉐 911 GT3 RS, 벤틀리 벤테이가 플러그인 하이브리드 등 세계 최초로 제네바 모터쇼에서 선보인 차량들은 제네바모터쇼 홈페이지 및 Carmagazine 홈페이지에서 찾아볼 수 있다.

## 같이 보기
- 초연